# Venusia naparia
Venusia naparia är en fjärilsart som beskrevs av Charles Oberthür 1893. Venusia naparia ingår i släktet Venusia och familjen mätare. Inga underarter finns listade i Catalogue of Life.